# Ed Lincoln
Pour les articles homonymes, voir Lincoln.
Ed Lincoln (Fortaleza, 1932 – Rio de Janeiro, 2012) est un musicien, compositeur et arrangeur brésilien connu pour une grande variété de styles. En tant que contrebassiste, il est présent dès les premiers instants de la bossa nova et en tant que joueur d'orgue Hammond, il joue un rôle fondateur dans l'établissement du son de la samba jazz et de la space age pop.
Ses compositions les plus entendues sont O Ganso (Ed Lincoln et D'Orlann), É o Cid (Ed Lincoln et Sílvio César), Palladium (Ed Lincoln et Orlandivo) et Ai que Saudade Dessa Nega. Il compte parmi ses arrangements les plus réussis O Bêbado (Durval Ferreira et Orlandivo), Na Onda do Berimbau (Oswaldo Nunes), Romantic Partners (Nilo Sérgio (pt)) et The Blues Walk, ce dernier en collaboration avec le trompettiste américain Clifford Brown.

## Biographie

### Premières années

#### Jeunesse
Eduardo Lincoln Barbosa de Sabóia est né le 31 mai 1932 à Fortaleza, capitale du Ceará, au Nord-Est du Brésil. Sa mère joue de l'orgue dans l'église presbytérienne locale et sa sœur aînée du piano classique à la maison, mais Lincoln lui-même ne joue d'aucun instrument jusqu'à ce qu'il voie le film Rhapsody in Blue alors qu'il est un jeune adolescent, et se précipite chez lui pour griffonner des notes sur du papier de la portée musicale. Il commence à apprendre des chansons populaires telles que Aquarela do Brasil d'Ary Barroso. Jouant du piano à 16 ans, Lincoln forme un trio avec un cousin et un ami et se produit dans une émission hebdomadaire sur Radio Iracema. Lincoln est en même temps rédacteur sportif du journal Diário do Povo.
Les premières influences de Lincoln sont des performances de jazz de Shorty Rogers, Gerry Mulligan, JJ Johnson & Kai Winding et Chet Baker ; des artistes dont il entend les enregistrements sur les chaînes hi-fi des parents de ses riches amis.
À 18 ans, Lincoln quitte le Ceará pour Rio de Janeiro pour étudier l'architecture. Lincoln commence à jouer du piano chaque midi pour Radio Roquette Pinto, où il rencontre et noue des amitiés avec divers musiciens, dont Luiz Eça, Johnny Alf, Geraldo Vandré, Sérgio Ricardo, Juquinha (batteur de bossa nova), Dick Farney et Tom Jobim. Lincoln insiste fortement auprès des ingénieurs de la station de radio pour qu'ils lui fassent jouer tous les disques de jazz nord-américains les plus récents et apprécie très tôt le travail d'Oscar Peterson.

#### Contrebasse
Lincoln accepte de former un groupe avec Luiz Eça et Johnny Alf, même s'ils demandent de jouer de la contrebasse, un instrument qu'il ne connaît pas. Après que le nouveau trio signe un contrat avec le Plaza Bar de l'hôtel Plaza de Rio, Lincoln utilise sa part de l'avance pour acheter une contrebasse et l'apprend en une semaine. Le trio est un succès. Après un certain temps, Lincoln commence à se faire remarquer en tant que jeune bassiste talentueux lors de jam sessions, et enregistre avec le Trio Plaza, le Maestro Radamés Gnattali Quintet et participe au premier enregistrement de bossa nova produit par Aloysio de Oliveira. Eça part étudier la musique à Vienne, et Lincoln reforme un trio avec lui-même au piano, Baden Powell à la guitare et Luiz Marinho à la basse qui devient l'Hotel Plaza Trio. Le groupe inclut un quatrième membre : la chanteuse Claudette Soares, présentée comme la « Princesse du Baião ». Lincoln connaît davantage de succès avec ce groupe et continue à participer à des jam sessions en dehors des heures normales de la ville, se liant d'amitié avec Sylvia Telles, Carlos Lyra, Miele (pt) e Bôscoli, João Donato, João Gilberto, Tom Jobim, Milton Banana et même Ary Barroso.

#### Orgue Hammond

Ed Lincoln en 1961.

En 1958, Lincoln joue régulièrement de la contrebasse pour l'organiste Hammond et propriétaire du club Djalma Ferreira au populaire Drink Club de Rio de Janeiro. Après que celui-ci est blessé par balle dans le ventre (tandis qu'il arrive dans sa propre propriété avec son fils aîné, l'agent de sécurité le prend pour un voleur), Lincoln est emmené au club à 17 heures un vendredi soir et reçoit l'ordre d'apprendre à jouer de l'orgue avant 9 heures, date d'ouverture du club. Tandis qu'il n'était jusque là pas autorisé à toucher l'instrument, Lincoln apprend par lui-même suffisamment de ses particularités pour pouvoir diriger avec succès Conjunto Drink au cours d'une soirée bien remplie. Lincoln découvre vite que l'orgue Hammond lui permet d'utiliser ses compétences au clavier du piano tout en apportant les connaissances de son expérience en ligne de basse aux pédales de l'orgue. L'orgue électronique lui offre également une nouvelle gamme de tonalités synthétiques avec lesquelles il peut expérimenter.

### Carrière solo
Le 2 novembre 1958, Lincoln enregistre un album pour Helium, un petit label. Le propriétaire d'Helium décide que « Eduardo Lincoln » n'est pas un nom assez commercial et sort l'album sous le titre Ao teu ouvido d'« Ed Lincoln ». L'album est réédité à plusieurs reprises sous d'autres titres, notamment Boite, Impacto et Ontem Hoje e Sempre.
Ed Lincoln signe avec Musidisc en 1960 et sort un autre album solo, This is Ed Lincoln, ou Órgão Espetacular, en 1961. Lincoln combine des lignes de piano et d'orgue Hammond en utilisant la technologie des studios d'enregistrement pour se doubler et tripler dans la même chanson. Le premier morceau de l'album est son préféré d'enfance, Aquarela do Brasil.
Eumir Deodato, 20 ans, remplace Lincoln en 1963 lorsqu'un accident de voiture met Lincoln en convalescence pendant sept mois.

### Fin de carrière

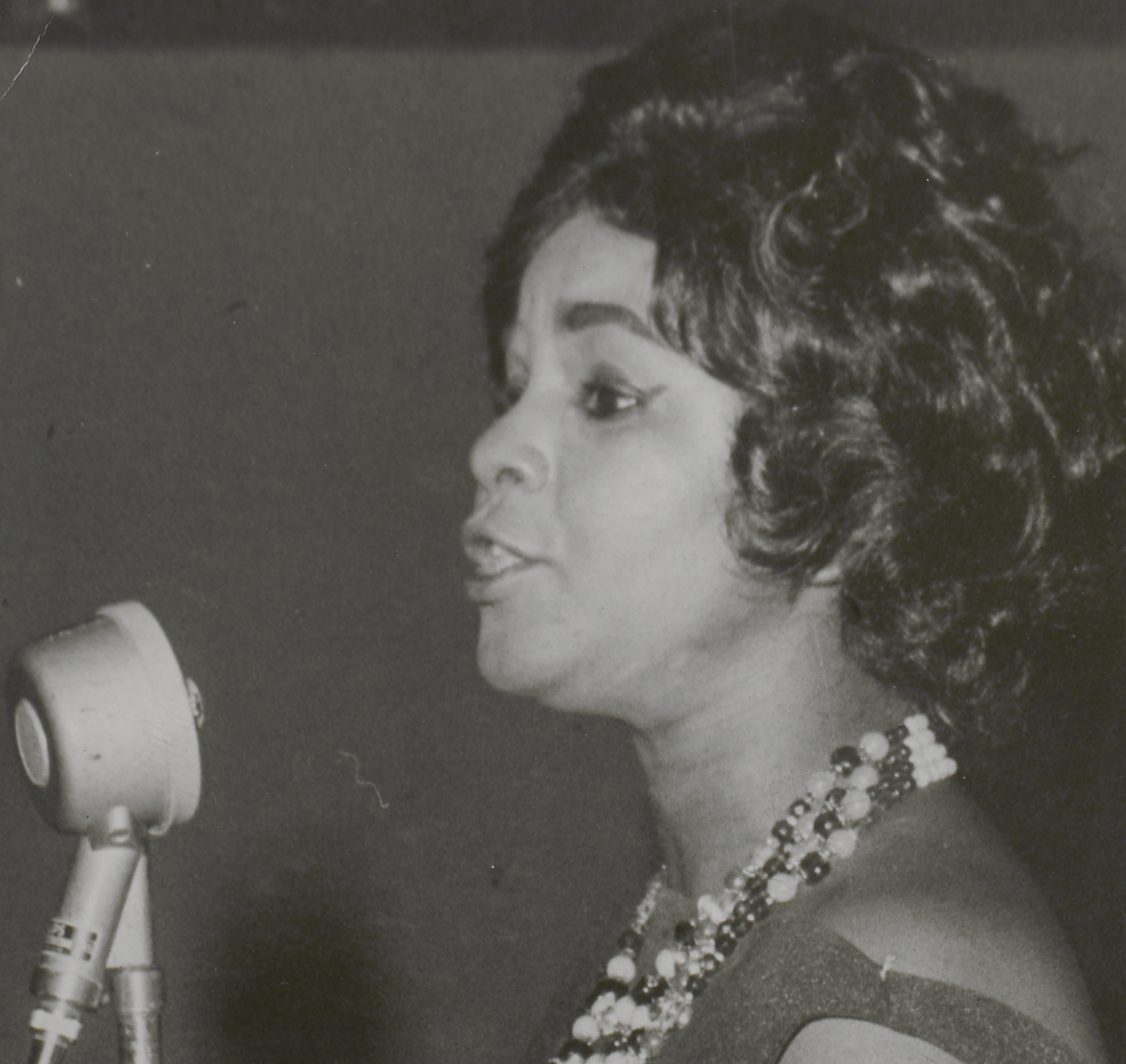
Elza Soares en 1964.

En 1968, Lincoln crée son propre label : De Savoya Discos, sortant un album éponyme avec des notes au dos expliquant que les 12 chansons étaient dans 12 styles très différents les uns des autres pour montrer la facilité de l'artiste en tant qu'interprète et compositeur. Il forme le De Savoya Combo et commence à produire des albums et à arranger des chansons pour d'autres artistes, dont Elza Soares dans les années 1970.
En 1989, PolyGram sort ce qui sera le dernier album solo d'Ed Lincoln, Ed Lincoln : Novo Toque. L'artiste commence à utiliser des ordinateurs comme outil de composition sur cet album, en commençant par un Commodore 64. Après cela, Lincoln s'est concentré sur la production et l'arrangement. Dans les années 1990, certaines des sorties d'Ed Lincoln sont piratées et largement diffusées par des disc-jockeys en Angleterre pour devenir un succès comme source de morceaux de danse. Deux de ces chansons étaient Cochise et Se Você Quiser.
Plusieurs albums sont enregistrés à Rio au Studio Ed Lincoln de Lincoln, dont un de Marvio Ciribelle intitulé Era só o que Faltava en 1993. Lincoln accepte occasionnellement des dates d'enregistrement et apparaît comme jouant de l'orgue sur un morceau, Conversa Mole, sur un album d'Ed Motta sorti en 2000.
Ed Lincoln meurt à l'âge de 80 ans d'une insuffisance respiratoire le 16 juillet 2012 à Rio de Janeiro.

### Vie privée
Lincoln a eu deux fils, Marcos et Marcelo Sabóia, qui ont porté l'héritage de leur père en s'impliquant dans son studio d'enregistrement.

## Pseudonymes
Ed Lincoln a enregistré sous de nombreux noms différents au cours de sa carrière ; parfois il utilisait un nouveau nom pour chaque style musical ou pour chaque nouveau disque. Il était initialement répertorié sous le nom d'Eduardo Lincoln lorsqu'il participait à des ensembles plus importants, puis devint Ed Lincoln en 1958. Il a enregistré un seul album sous le nom de « Don Pablo de Havana » en 1962, cinq albums sous le nom de « Les 4 Cadillacs » ou « Os 4 Cadillacs » de 1961 à 1964 et il a arrangé, produit et joué avec le « De Savoya Combo » en 1969 pour son propre label Savoya Discos. Dans les années 1970 et 1980, il enregistre sous un grand nombre de noms à consonance américaine. Il a encore d'autres pseudonymes dont « Berry Benton », « Cláudio Marcello » et « Muchacho nas Bocas ». À la fin de sa carrière, Lincoln a créé seul des enregistrements sur son ordinateur sous les noms de « Orquestra Romance Tropical », « Gloria Benson » et « Orquestra Los Angeles ».

## Discographie

### Albums
- Noite E Dia (avec Luiz Bonfá, Continental), 1957
- Órgão Espetacular (Masterpiece), 1960
- Ed Lincoln, Seu Piano E Seu Órgão Espetacular (Musidisc), 1961
- Boite (Pawal), 1961
- Album No. 2 (Musidisc), 1962
- Ed Lincoln, Seu Piano E Seu Órgão Espetacular (Musidisc), 1963
- A Volta (Musidisc), 1964
- Ed Lincoln / Orlann Divo / Nilo Sergio (avec Orlandivo et Nilo Sérgio (pt), Musidisc), 1964
- Ed Lincoln (Musidisc), 1966
- Ed Lincoln (Savoya Discos), 1966
- Órgão E Piano Elétrico (CID), 1971
- Ritmos De Brasil (avec Elza Soares, Nevada), 1977
- Novo Toque (Elenco), 1989
- O Melhor De Ed Lincoln N. 2 (mini-album, Mini Musidisc), n. d.
- Perdidos De Amor (avec Luiz Bonfá, Musicolor), n. d.
- Órgão E Piano Elétrico (Itamaraty), n. d.
- Ed Lincoln (Musidisc), n. d.

### Compilations
- O Melhor De Ed Lincoln Vol 2 (Musidisc), 1973
- O Melhor De Ed Lincoln (Musidisc), 1978
- Gala Super Apresenta Ed Lincoln - Orgão Maravilhoso (Soma), 1982
- O Rei Dos Bailes (Discobertas), 2011

Ainsi que de nombreuses collaborations.

## Filmographie
Ed Lincoln est apparu dans quatre films : Colégio de Brotos (1955), Vamos com Calma (1956), Na Onda do Iê-Iê-Iê (1966) et Estranho triângulo (1970). Il compose la musique de deux films, la comédie musicale Adorável Trapalhão en 1967 (dans laquelle il apparaît également dans son propre rôle) et la comédie musicale Juventude e Ternura en 1968, en collaboration avec Érlon Chaves sur ce dernier film.